# L'americà
L'americà (títol original en francès: L'Amèricain) és una pel·lícula de França dirigida per Marcel Bozzuffi, estrenada el 1969.Ha estat doblada al català

## Argument
Després d'haver passat llargs anys als Estats Units, Bruno torna a Rouen on ha crescut. Reuneix els seus antics amics per contar-los aquests anys passats i escoltar les seves històries. Però ja no tenen gran cosa en comú i Bruno se sent com un estranger entre ells.

## Repartiment
- Jean-Louis Trintignant: Bruno
- Bernard Fresson: Raymond
- Marcel Bozzuffi: Jacky
- Tanya Lopert: Hélène
- Simone Signoret: Léone
- Rufus: Corbeau
- Yves Lefebvre: Morvan
- Jacques Perrin: Patrick
- Françoise Fabian: La dona de l'agència
- Jean Bouise: el noi del café
- José Artur
- Jacques Chevalier
- Philippe Dumat
- Monique Mélinand
- Nicole Vervil